# Akishige Kaneda
Akishige Kaneda (født 26. februar 1990) er en japansk fodboldspiller, som spiller for den japanske fodboldklub Oita Trinita.